# 张金成
张金成（1959年—），山东安丘人，中国人民解放军专业技术少将。

## 生平
毕业于华中科技大学动力工程与工程热物理专业。加入中国共产党。是中国人民解放军第二炮兵指挥学院教授（2016年改为中国人民解放军火箭军指挥学院教授）。2013年，担任第十二届全国人民代表大会解放军代表。
2015年7月6日，第二炮兵宣布中央军委命令大会暨晋升将官军衔仪式在北京举行，张金成由专业技术大校军衔晋升为专业技术少将军衔。2018年1月，当选第十三届全国政协委员。